# Héctor Velázquez
Héctor Velázquez Aguilar (Ciudad Obregón, 26 novembre 1988) è un giocatore di baseball messicano, lanciatore per gli Houston Astros della Major League Baseball (MLB).

## Carriera

### Mexican League
Velázquez debuttò nella Mexican League (lega di Tripla-A affiliata alla Minor League Baseball) nel 2010 e vi militò fino al 2016. Giocò inoltre nella Mexican Pacific League, una lega indipendente messicana, nelle stagioni 2010–11 e 2017–18.

### Minor League (MiLB)
Nel febbraio 2017, i Boston Red Sox riscattarono il contratto di Velázquez dalla squadra di Mexican League dei Piratas de Campeche. Durante la stagione 2017, apparve in 19 partite con i Pawtucket Red Sox di Tripla-A, tutte come lanciatore partente.

### Major League (MLB)
Velázquez venne promosso in prima squadra dai Red Sox il 18 maggio 2017, debuttando nella MLB lo stesso giorno al Coliseum di Oakland contro gli Oakland Athletics. Schierato come lanciatore partente, lanciò per cinque inning realizzando quattro strikeout e concedendo nove valide, due basi su ball e sei punti. Concluse la stagione con 8 partite disputate nella MLB (3 da partente) e 19 nella Tripla-A.
Durante le stagione 2018 e 2019, Velázquez venne schierato principalmente come lanciatore di rilievo.
Venne designato per la riassegnazione il 5 marzo 2020.
L'8 marzo 2020, i Baltimore Orioles prelevarono Velázquez dalla lista trasferimenti dei Red Sox.
Il 29 luglio 2020, gli Orioles scambiarono Velázquez con gli Houston Astros in cambio di un giocatore da nominare in seguito. Concluse la stagione senza apparire in nessun incontro.

## Carriera Internazionale
Il 29 ottobre 2018, Velázquez venne convocato per le MLB Japan All-Star Series 2018.